# Bergdwergbuidelmuis
De bergdwergbuidelmuis (Burramys parvus) is een klimbuideldier van het geslacht Burramys uit de familie der dwergbuidelmuizen (Burramyidae). Deze dwergbuidelmuis komt voor in Victoria en New South Wales (Zuidoost-Australië). Het is de enige nog levende soort van het geslacht Burramys.

## Kenmerken
Het dier is van boven grijs, de onderkant is vuilwit tot lichtbruin. De dunne, lange staart is grotendeels onbehaard en roze-achtig van kleur. De kop-romplengte bedraagt 100 tot 115 mm, de staartlengte 130 tot 150 mm en het gewicht 35 tot 80 g.

## Verspreiding en leefgebied
De bergdwergbuidelmuis komt voor boven 1400 m boven zeeniveau in de bergen van Oost-Victoria en Zuid-New South Wales (Zuidoost-Australië). Er zijn populaties van deze soort op Mount Buller, Mount Higginbotham, Mount Loch, Mount Bogong, de Bogong High Plains, Mount Kosciuszko en Mount Blue Cow.
Het leefgebied bestaat uit hellingen met grote stenen, overwoekerd door struikheide-achtige planten. Het is een nachtdier dat leeft op de grond, zelfs onder de sneeuw. 's Zomers eet het dier voornamelijk geleedpotigen en fruit; voor de winter verzamelt het fruit en zaden. Midden in de zomer, in november of december, worden vier jongen geboren, die voor maart gespeend worden. Na het paren eten de dieren zich eerst vol en houden dan van april tot oktober winterslaap.

## Status
Burramys parvus werd in 1895 beschreven nadat een fossiel was gevonden in Wombeyan Caves in New South Wales. In 1966 werd voor het eerst een levend exemplaar van deze dwergbuidelmuis gezien. Bij toeval werd er één ontdekt in een skilodge bij Mount Hotman, in de bergen van Victoria.
In 2008 werd de populatiegrootte geschat op 1700 volwassen vrouwtjes en 550 mannetjes. De aantallen gaan achteruit door habitatverlies. Het leefgebied is versnipperd of vernietigd door de aanleg van wegen en dammen en door de uitbreiding van de mogelijkheden voor de wintersportmogelijkheden in dit berggebied. Door klimaatverandering is er minder sneeuw en daardoor is het gebied ook beter toegankelijk voor ingevoerde roofdieren als de vos en verwilderde katten en in 2003 woedden in het gebied natuurbranden waarbij ook weer leefgebied verloren ging. Om deze redenen staat deze dwergbuidelmuis als ernstig bedreigd ("kritiek") op de Rode Lijst van de IUCN.
Uitzonderlijk grote bosbranden eind 2019 en begin 2020 hebben ook de leefgebieden van de bergdwergbuidelmuis beschadigd. Hoe schadelijk deze branden waren moet nog worden vastgesteld.